# Dumitru Braghiș
Dumitru Braghiș (Chișinău, 28 dicembre 1957) è un politico moldavo, Primo ministro della Moldavia dal 1999 al 2001. Attualmente, è deputato al Parlamento nazionale, in rappresentanza di Alleanza Moldavia Nostra.

## Biografia
Nacque nel 1957 in una famiglia di contadini. Nel 1975 terminò la scuola superiore n°1 di Chișinău; nel 1980 si laureò all'Università Tecnica, specializzandosi in ingegneria energetica e nello stesso anno iniziò a lavorare come ingegnere costruttore alla fabbrica di trattori.
Nel 1981-1982 detenne diverse posizioni all'interno dell'Unione dei Giovani Comunisti dell'URSS (Komsomol); dal 1987 al 1988 fu istruttore presso il Partito Comunista della Moldavia. Nel 1989 fu eletto deputato al Soviet Supremo dell'URSS, carica che mantenne fino al 1991. Dal 1992 al 1995 fu vicedirettore generale dell'Associazione "Moldavia EXIM", e dal 1995 al 1997 fu direttore generale del Dipartimento di relazioni economiche con l'estero, facente parte del Ministero delle Finanze. Dal 1997 al 1999 du viceministro dell'Economia e delle Riforme, e dal dicembre 1999 all'aprile 2001 fu Primo ministro. Dal 2001 siede in Parlamento e dal 2006 è Presidente del Partito Social Democratico.
Ha conseguito il dottorato in economia.